# 貓頭鷹
鴞、梟、貓頭鷹，是鸮形目（学名：Strigiformes）的鳥類。鸮形目是鸟纲中的目。眼睛大、嘴短而粗壮前端成钩状。相对于头部硕大的双目均向前是本目鸟类共有且区别于其他鸟类的特征，头部正面的羽毛排列成面盘，部分种类具有耳状羽毛。鸮形目在除南极洲以外所有的大洲都有分布，其中大部分物种为夜行性肉食性猛禽。
猫头鹰在西方的愛琴海和基督教文化中是“幸運、智慧”的象征，而在中国文化中卻有“厄运、恐怖、不忠不孝、惡徒、逆賊”等意义，這与蝙蝠在中西文化中的定位正好相反。

## 名称
本目鸟类双目的分布，面盘和耳羽使數種本目鸟类的头部与猫的頭部相似，故本目鸟类俗称猫头鹰。
虽然现代的官方中文字为「鴞」，但在中国古代文献中，「枭」出现的频率更高，例如「枭雄」等。

## 分類
- 草鴞科
  - 草鸮属 Tyto
  - 栗鸮属 Phodilus
- 鴟鴞科
  - 角鸮属 Otus
  - Pyrroglaux
  - Gymnoglaux
  - 白臉鸮属 Ptilopsis
  - 小雕鸮属 Mimizuku
  - 雕鸮属 Bubo
  - 林鸮属 Strix
  - Ciccaba
  - 冠鸮属 Lophostrix
  - 鬃鸮属 Jubula
  - 眼镜鸮属 Pulsatrix
  - 猛鸮属 Surnia
  - 鸺鹠属 Glaucidium
  - 鬚鴞屬 Xenoglaux
  - 姬鸮属 Micrathene
  - 小鸮属 Athene
  - 鬼鸮属 Aegolius
  - 鹰鸮属 Ninox
  - 丛鹰鸮属 Uroglaux
  - 牙买加鸮属 Pseudoscops
  - 耳鸮属 Asio
  - 恐鸮属 Nesasio
- †原鴞科 Protostrigidae

## 形体特征

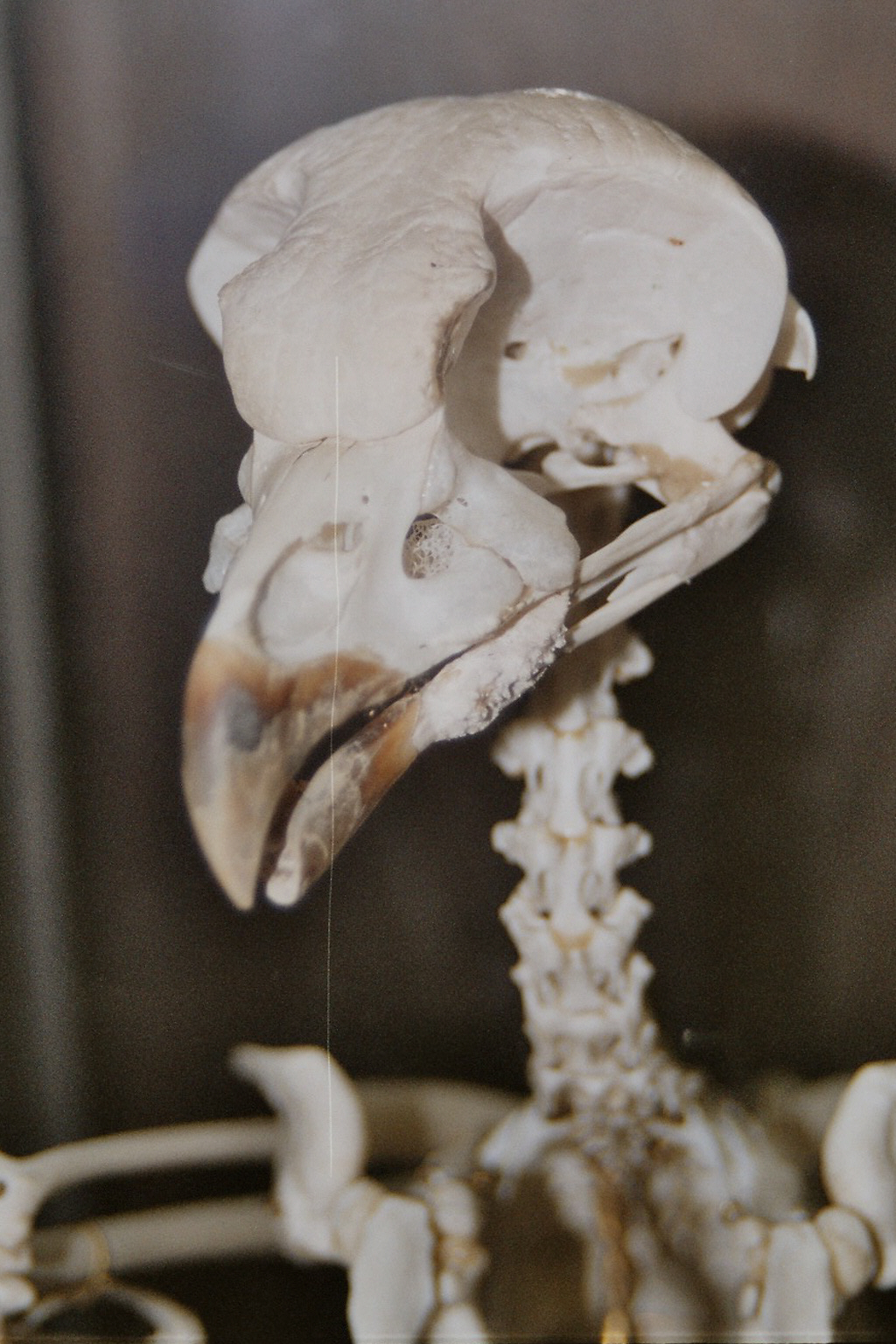
雕鸮的头骨

本目鸟类体形大小不一，大者如鵰鸮体长可达90厘米，小者如东方角鸮体长不及20厘米。
本目鸟类的耳孔位于头部两侧且分布和形状均不对称，这有利于他们在黑暗中准确定位声音的来源。
本目鸟类瞳孔很大，使光线易于入眼，视网膜中视杆细胞（只有一种视觉色素，即视紫红质能辨明暗，不能辨细节和颜色）非常丰富，却不含视锥细胞（在强光刺激下方会被活化，有三种视觉色素，能辨细节和颜色），以至眼內成圓柱狀（而非球狀），对弱光也有良好的敏感性，适合夜间活动。

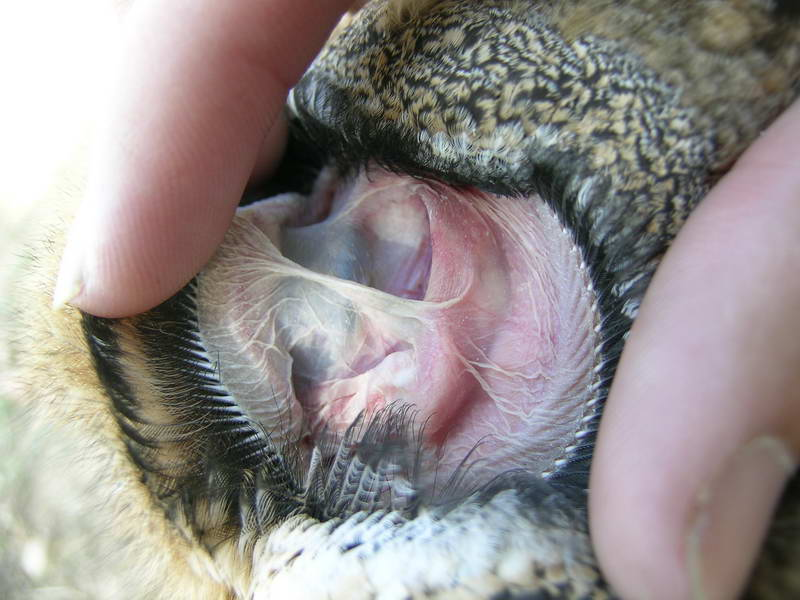
长耳鸮的耳孔

由于柱狀的眼球有坚硬的巩膜环支撑，所以眼睛並不能向不同方向轉動，要望不同方向時，需轉動整個頭部。也因此本目的鸟有着灵活的颈骨，颈部可旋转270度。另外，眼中有3張眼瞼，上眼瞼會於眨眼時放下，下眼瞼會於睡覺時蓋上，而中眼瞼是一線狀組織，會於眼面上下移動清潔眼面。不同於其他鳥類，雙目向前，視區重疊，可因此分辨距離。
本目鸟类翅形不一，一般短圆，初级飞羽11枚，次级飞羽缺第五枚，尾短圆，尾羽12枚，部分种类10枚。

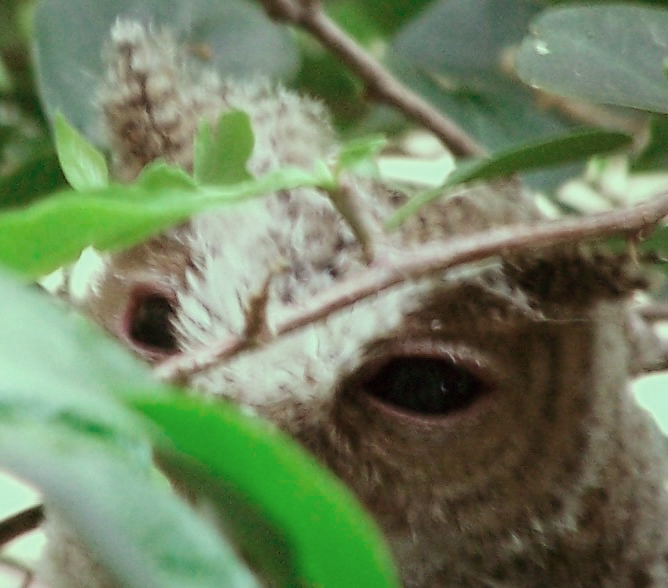
領角鴞快要蓋上的上下眼瞼

本目鸟类腿强健有力，爪强锐内弯，部分种类如鵰鸮，整个足部均被羽，外观極其强悍。本目鸟类趾形均为转趾足，即第四趾可以前后转动。

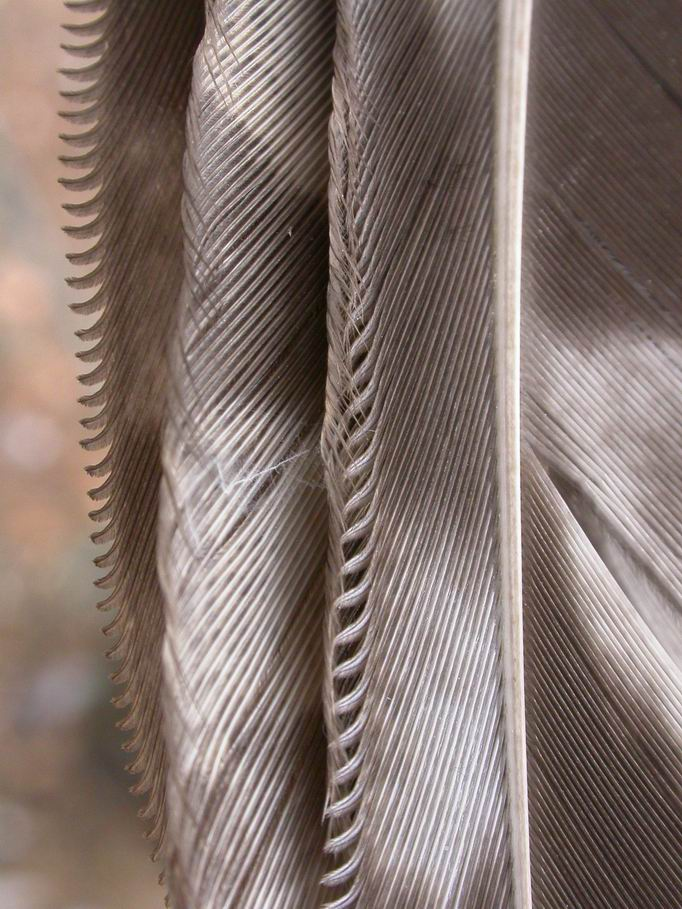
长耳鸮的羽毛

本目鸟类全身羽毛柔软轻松，羽色大多为哑暗的棕褐灰色，柔软的羽毛有消音的作用，使本目鸟类飞行起来迅速而安静，加上哑暗的羽色，非常适合夜间活动。

## 习性

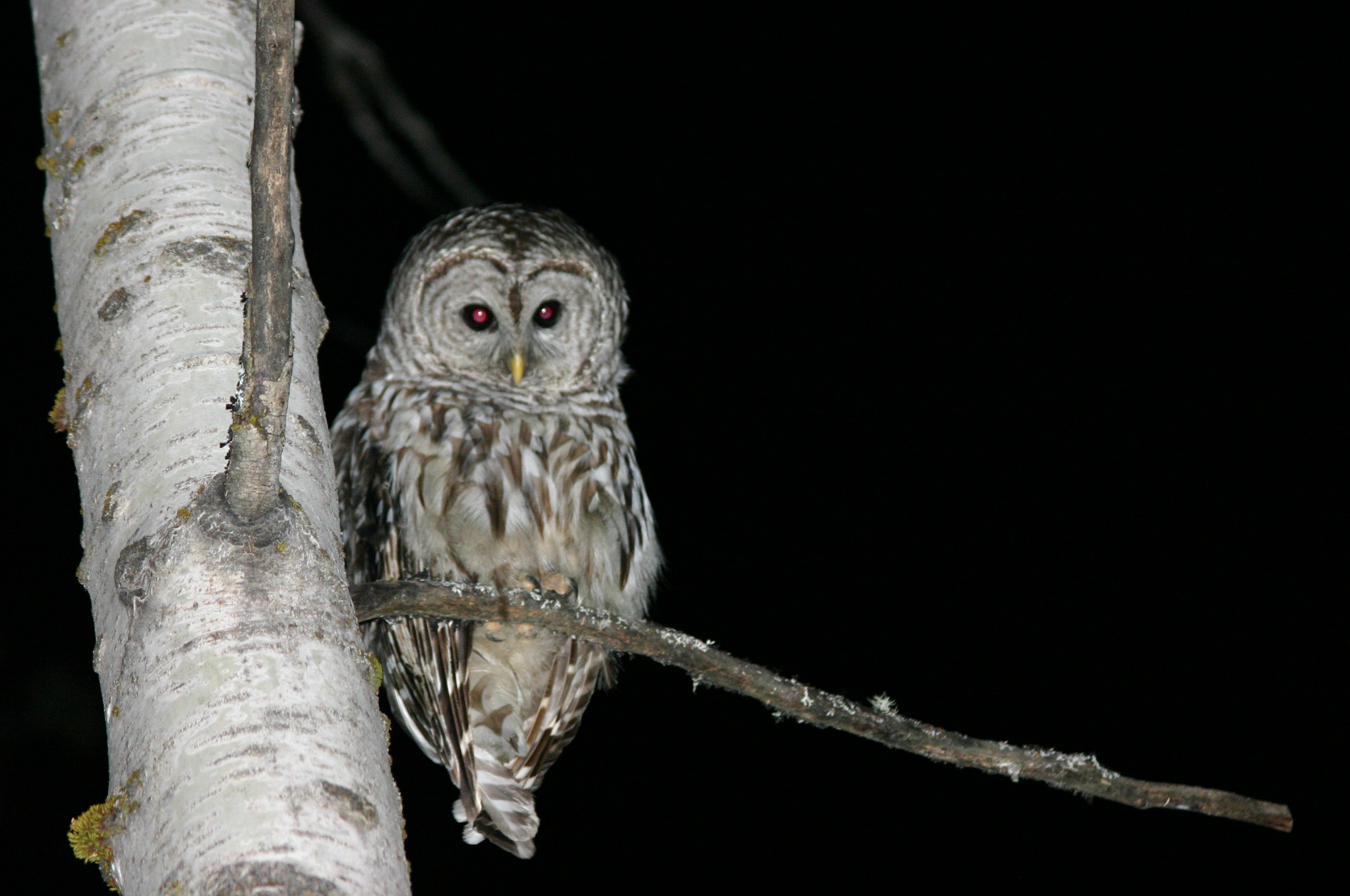
橫斑林鴞晚上大多棲於樹上

本目鸟类大多栖息于树上，部分种类栖息于岩石间，仙人掌內和草地上。
本目鸟类大多数是夜行性动物，昼伏夜出，白天隐匿于树丛岩穴或屋檐中不易见到，但也有部分种类如斑头鸺鹠、纵纹腹小鸮和鵰鸮等常夜間外出活动；雪鴞能於白天夜間皆保持清醒。
本目鸟类均以小型动物为食，包括昆虫、蚯蚓、蛙、蜥蜴、小型鸟类和哺乳动物等。体形较大的鸮类如鵰鸮、雪鸮多以中小型哺乳动物如鼠类兔类为食，体形较小的鸮类如红角鸮则以昆虫为食；亦有部分种类如渔鸮属的鸟类，以鱼类等水生动物为食。大的猫头鹰也会捕食其他小体型种属的猫头鹰。特别是对於雕鸮，灰林鸮和长耳鸮是它不可忽视的食物来源。
本目鸟类常将猎物整个吞下，待消化后将不能吸收的皮毛骨头几丁质等杂物混成团状吐出，称为食茧。

## 繁殖

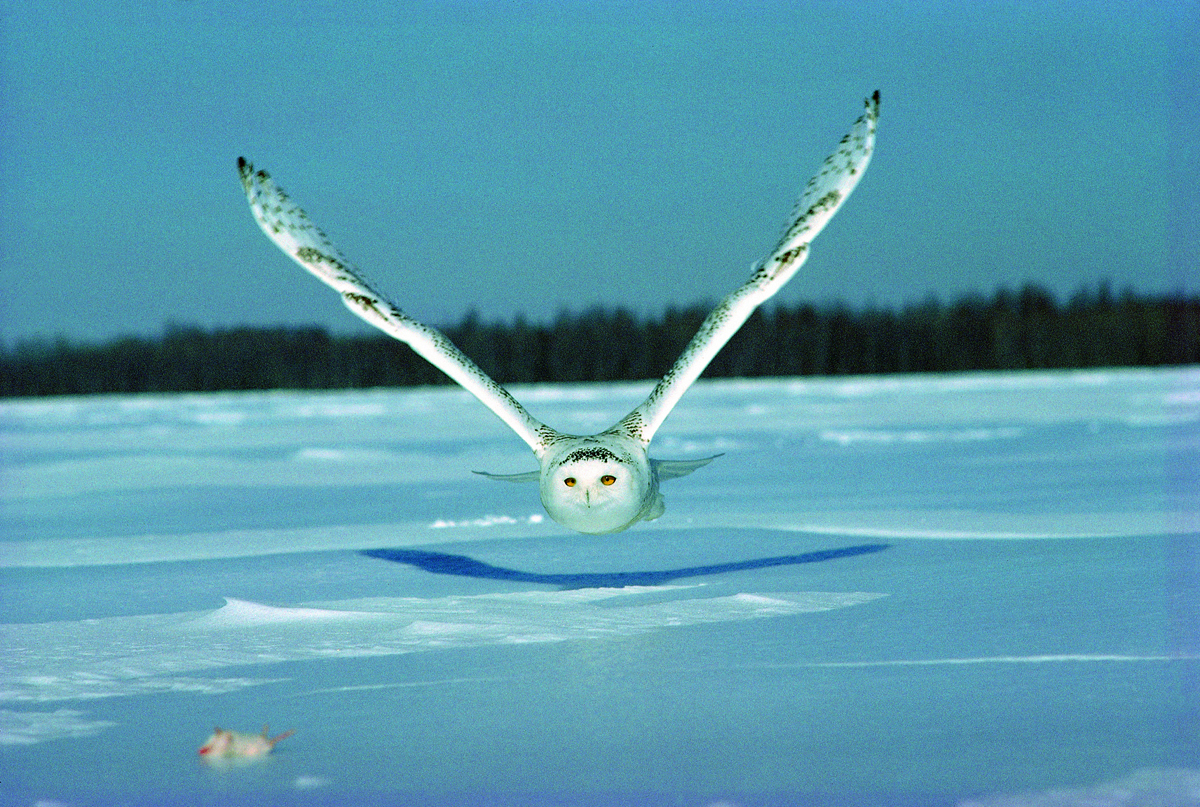
展翅飞翔的雪鸮

本目鸟类通常一雄一雌配对，但个别种类如鬼鸮的配对是一雄多雌和一雌多雄。
通常性交时间仅能维持几秒。
本目鸟类的繁殖一般从3月至5～6月，有的种类较早，1月就已经开始繁殖。
除个别种类之外，本目鸟类在繁殖过程中不营巢，而是利用树洞、岩穴或其他鸟类合适的弃巢孵卵育雏。
本目鸟类一窝产卵数量不定，体形较大者产卵较少，而体形较小的种类产卵通常较多。孵化期约一月左右。孵卵一般仅由雌鸟完成，育雏则雄雌共同承担。
本目鸟类均为晚成雏，孵化后体被绒羽，耳目紧闭。鸮类产卵孵卵周期较长，在同一个巢内由于产卵时间和孵化时间的差异，雏鸟体形大小常有巨大的差异，个别种类如雪鸮在食物萧条的年景会出现较大雏鸟残食幼小雏鸟的现象，但这种现象并不普遍。

## 欧洲猫头鹰种
欧洲大陆上有十三种猫头鹰，但它们中的大多数还生存在亚洲和北美洲。因此它们有着不同的活动空间，并且与栖息环境相适应。
在北欧生存着雪鸮，跟其他猫头鹰种相比，和猛鸮、鬼鸮和乌林鸮一样，雪鸮是被迫往得最北迁移的猫头鹰种。雕鸮是欧洲最大的猫头鹰种，其数量在长达百年的人类猎杀后逐步回升。长耳鸮、短耳鸮和灰林鸮这些常见的猫头鹰都属于它的猎物。
最为人所熟知的可能要数仓鸮了，因为它十分喜欢在人类垦殖（或居住）的地方活动。欧洲最小的猫头鹰当属花头鸺鹠。

## 保育狀況
除被列入附录Ⅰ的物种和白面鸮（Sceloglaux albifacies）外的所有种,其他种被列為《瀕危野生動植物種國際貿易公約》附錄二的物種，被限制出口及貿易。

## 文化
- 在日本文化中，貓頭鷹的發音（Fukurou）音同「不苦勞」、「福來郎（朗）」，引申出不辛苦、招福之意。
- 在臺灣文化中，貓頭鷹因其習性與叫聲，台語又稱暗光鳥或姑嫂鳥，貓頭鷹是原住民布農族的送子鳥，也是嬰兒的守護神；阿美族相信貓頭鷹是森林的守護神，夜間登臨係傳遞族人婦女懷孕的佳音，並以其鳴叫聲判斷嬰兒性別；卑南族相信貓頭鷹鳴叫是帶來喜訊；邵族認為貓頭鷹是靈鳥，是吉祥的象徵；達悟族則認為是不吉利的象徵。
- 在中華文化中，古代是不祥之兆，有「報喪鳥」、「逐魂鳥」之稱；漢代《說文解字》云：「梟，不孝鳥也」；六博行棋則模擬貓頭鷹飛繞池塘獵魚的行為。然唐代《嶺表錄異》一書載中國北方人視之怪異，南方人則豢養為食鼠益禽，其云：「北方梟鳴，人以為怪，共惡之。南中晝夜飛鳴，與鳥鵲無異。桂林人羅取，生鬻之，家家养，使捕鼠，以为勝狸。」[1]
- 在印度文化中，貓頭鷹是財富女神吉祥天的同伴，是豐饒的信使。
- 在希臘文化中，貓頭鷹象徵智慧，也是女神雅典娜的使者。由於貓頭鷹象徵知識與智慧，因此在很多童話故事中，貓頭鷹都以博士、智者形象出現。

## 延伸阅读
[在维基数据编辑]
 《欽定古今圖書集成·博物彙編·禽蟲典·鴟鴞部》，出自陈梦雷《古今圖書集成》

## 外部鏈結
- 許貓頭鷹一個家國語- YouTube （页面存档备份，存于）
- 台灣的貓頭鷹| 台灣環境資訊協會-環境資訊中心 （页面存档备份，存于）